# カフルイ空港
カフルイ空港（カフルイくうこう、英: Kahului Airport）はアメリカ合衆国ハワイ州の地方空港である。マウイ島のカフルイの東4kmに位置する。州内ではホノルル国際空港に次ぐ規模の空港である。
IATA空港コード OGG は、ハワイアン航空初期のパイロットBertram J. Hoggから来ている。彼は1930年代から60年代にかけてシコルスキー S-38水陸両用機やDC-3、DC-9などを運航した。
カフルイ空港はハワイ州議会から認可されたいくつかの拡張計画が進行中である。将来はカナダと日本からの定期便が就航する恒久的な国際空港へ昇格するための準備を行っている。

## 運営
カフルイ空港は、正式にはハワイ州知事によって管理されている。州知事はハワイ空港監督官に対する法的権限を持つハワイ州交通局長官を任命する。
ハワイ空港監督官は、空港業務室、空港企画室、技術部、情報技術室、総務室、利用者案内企画室の6部門を監理している。これらの6部門でハワイ州における4地区（ハワイ地区、カウアイ地区、マウイ地区、そして主要地域であるオアフ地区）の空港を管理している。　カフルイ空港はマウイ地区係員の管轄となる。

## ターミナル

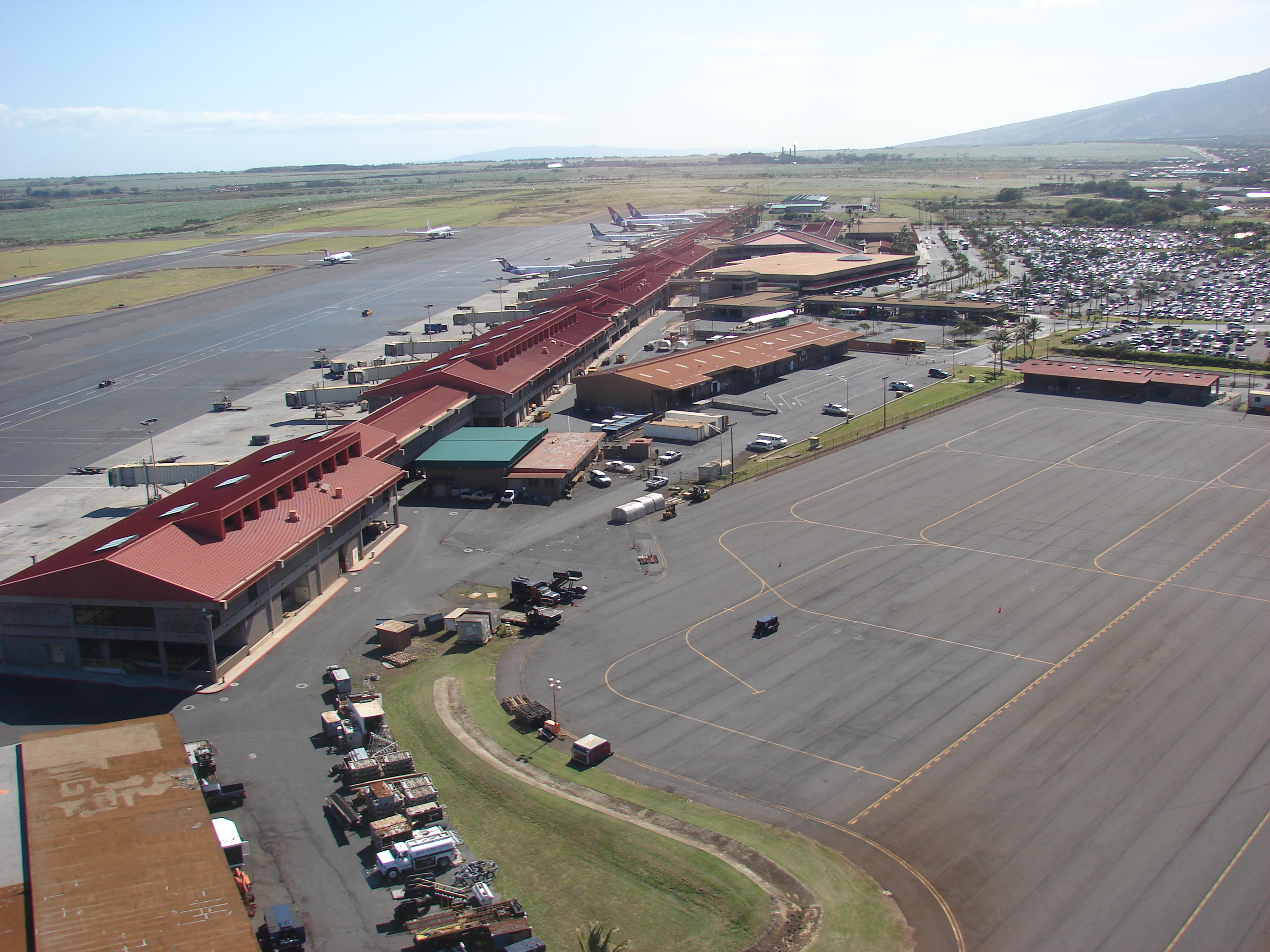
ターミナル

空港ターミナルは直線的な建物で長さは1kmにもなる。18の搭乗口を備えている。

## 就航会社
| 航空会社             | 就航地 |
| -------------------- | --- |
| ハワイアン航空       | ハワイ諸島 : ホノルル、コナ、ヒロ、リフエ アメリカ本土 : ロサンゼルス/LAX、オークランド、ポートランド、サクラメント、サンディエゴ、サンフランシスコ、サンノゼ、シアトル/タコマ |
| モクレレ航空         | コナ、ヒロ、ハナ、カラウパパ、モロカイ、ワイメア・コハラ |
| サウスウエスト航空   | ホノルル、コナ、ラスベガス、ロサンゼルス/LAX、オークランド、フェニックス、サクラメント、サンディエゴ、サンノゼ                                                                 |
| アラスカ航空         | ロサンゼルス/LAX、オークランド、サンディエゴ、サンフランシスコ、サンノゼ、シアトル/タコマ [季節運航]：アンカレッジ                                                             |
| アメリカン航空       | ダラス、ロサンゼルス/LAX、フェニックス |
| デルタ航空           | ロサンゼルス/LAX、シアトル/タコマ [季節運航] : ソルトレイクシティ |
| ユナイテッド航空     | シカゴ/オヘア、デンバー、ロサンゼルス/LAX、サンフランシスコ |
| エア・カナダ         | バンクーバー [季節運航] : カルガリー |
| ウエストジェット航空 | バンクーバー [季節運航] : カルガリー、エドモントン |

## 事故
1988年4月28日、ヒロ国際空港からホノルル国際空港へ向かっていたアロハ航空243便（機体番号N73711）が飛行中、前方1/3の屋根が吹き飛び、客室乗務員1人が機外に吸い出され、カフルイ空港に緊急着陸した(アロハ航空243便事故)。